# Distrito electoral federal 4 de Quintana Roo
El IV Distrito Electoral Federal de Quintana Roo es uno de los 300 distritos electorales en los que se encuentra dividido el territorio de México para la elección de diputados federales y uno de los 4 en los que se divide el estado de Quintana Roo. Su cabecera es la ciudad de Cancún.
El distrito 4 de Quintana Roo fue creado por el proceso de distritación de 2017 llevado a cabo por el Instituto Nacional Electoral y está formado por el territorio del municipio de Benito Juárez y por la totalidad del territorio del municipio de Puerto Morelos, con la única excepción del sector norte de la zona urbana de Cancún, que constituye el Distrito 3.
En consecuencia el distrito 4 eligió por primera vez diputado en 2018, para la LXIV Legislatura.

## Diputados por el distrito
| Legislatura | Periodo                                      | Diputado                | Grupo parlamentario                  |
| ----------- | -------------------------------------------- | ----------------------- | ------------------------------------ |
| LXIV        | 1 de septiembre de 2018-1 de marzo de 2021   | Jesús Pool Moo          | Partido de la Revolución Democrática |
| LXIV        | 2 de marzo de 2021-1 de julio de 2021        | Víctor Aguilar Espinosa | Partido de la Revolución Democrática |
| LXIV        | 1 de julio de 2021-31 de agosto de 2021      | Jesús Pool Moo          | Partido de la Revolución Democrática |
| LXV         | 1 de septiembre de 2021-4 de marzo de 2022   | Laura Fernández Piña    | Partido Verde Ecologista de México   |
| LXV         | 1 de septiembre de 2021-4 de marzo de 2022   | Laura Fernández Piña    | Partido de la Revolución Democrática |
| LXV         | 4 de marzo de 2022-6 de junio de 2022        | Vacante                 | Vacante                              |
| LXV         | 6 de junio de 2022-31 de agosto de 2024      | Laura Fernández Piña    | Partido de la Revolución Democrática |
| LXV         | 6 de junio de 2022-31 de agosto de 2024      | Laura Fernández Piña    | Diputado sin partido                 |
| LXVI        | 1 de septiembre de 2024-31 de agosto de 2027 | Mildred Ávila Vera      | Movimiento Regeneración Nacional     |

## Resultados electorales

### 2021
|  | 43.72 % |

|  | 33.57 % |

|  | 10.36 % |

|  | 3.84 % |

|  | 3.37 % |

|  | 1.20 % |

|  | 3.78 % |

|  | 0.17 % |

|  | 100 % |

### 2018
|  | 22.66 % |

|  | 14.39 % |

|  | 59.69 % |

|  | 0.13 % |

|  | 3.12 % |

|  | 100.00 % |